# Stafal
Stafal (pron. ted. AFI: [ʃtafal]) è una frazione di Gressoney-La-Trinité in Valle d'Aosta.

## Toponimo
Il nome della frazione è ortografato anche come Staffal.

## Caratteristiche
La frazione si trova alla testata della valle del Lys.

## Impianti di risalita

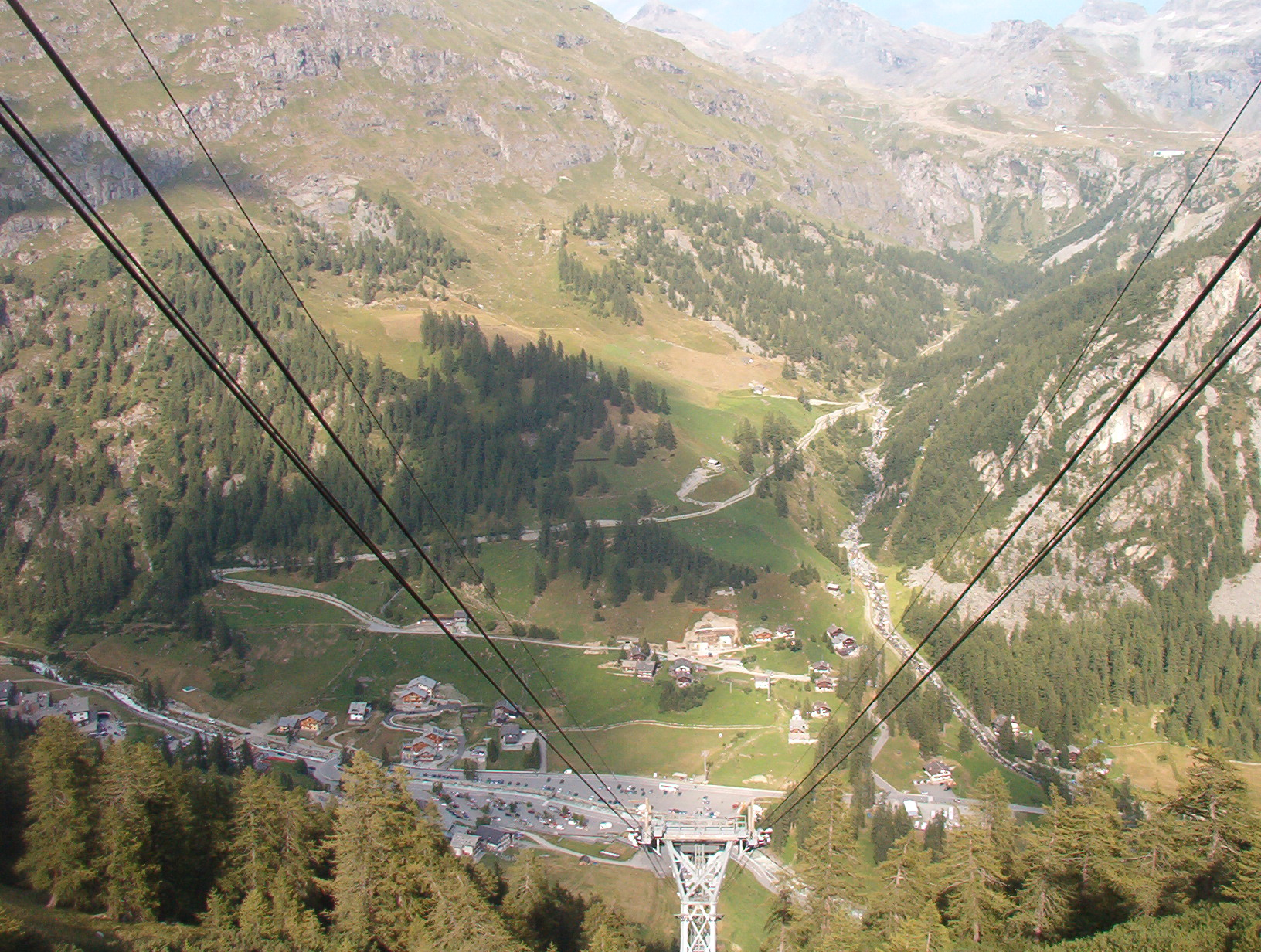
Stafal vista dalla funivia che sale a Sant'Anna.

Da Stafal parte l'ovovia che raggiunge il lago Gabiet, e poi, attraverso ulteriori impianti, raggiunge il passo dei Salati e quindi il ghiacciaio di Indren.
Sempre da Stafal parte la funivia che raggiunge Sant'Anna, e poi, attraverso un ulteriore impianto, il colle Bettaforca.

## Escursioni
Stafal è il punto di partenza per le principali escursioni nel massiccio del Monte Rosa, sia estremamente impegnative che alla portata di qualunque escursionista di buon livello. Ad esempio, da Stafal in circa 3 ore di cammino è possibile salire all'Alta Luce, vetta dalla quale si gode un'ottima vista su alcune punte del massiccio del monte Rosa. In circa 2 ore è possibile arrivare alle sorgenti del Lys, che si trovano al di sotto del ghiacciaio omonimo.

## Rifugi
Da Stafal è possibile raggiungere tramite sentiero e/o impianti di risalita vari rifugi e bivacchi:
- Capanna Regina Margherita - 4.554 m
- Capanna Giovanni Gnifetti - 3.647 m
- Rifugio Quintino Sella al Felik - 3.585 m
- Bivacco Mamo Comotti - 3.550 m
- Rifugio città di Mantova - 3.498 m
- Orestes Hütte - 2.625 m